# Alveolaria andina
Alveolaria andina är en svampart som beskrevs av Lagerh. 1891. Alveolaria andina ingår i släktet Alveolaria och familjen Pucciniosiraceae.   Inga underarter finns listade i Catalogue of Life.